# Бурдига Федір Васильович
Федір Васильович Бурдига (нар. 17.04.1951, с. Сосни, Літинський район, Вінницька область, УРСР) — український біофізик, спеціаліст у електрофізіології гладеньких м'язів, доктор біологічних наук (1989).
У 1974 році закінчив Київський державний університет. У 1980—1990 працював в науково-дослідному інституті фізіології імені П. Г. Богача при біологічному факультеті КДУ. У 1989 році захистив у Інституті фізіології ім. О. О. Богомольця дисертацію доктора біологічних наук на тему «Мембранні і внутрішньоклітинні механізми транслокації Ca2+ та їхня роль у скороченні-розслабленні гладеньких м'язів».У 1990—2004 роках був провідним науковим співробітником в Інституті біохімії ім. О. В. Палладіна НАН України. З 1996 року працює в Ліверпульському університеті, мешкає в Ліверпулі.
Дослідник кальцієвої сигналізації та електрофізіології гладеньких м'язів уретри та матки. Вивчав нервові й гуморальні механізми регуляції активності цих м'язів.
Належав до наукової школи Петра Богача. Працював під керівництвом Валентина Зими.

## Нагороди
- Інноваційні дослідження та розробки в Мерсісайді, Високий шериф Мерсісайду (2014)
- Премія Сера Алістера Пілкінгтона, Ліверпульский університет (2004)

## Важливі наукові публікації
Автор понад 60 наукових публікацій.
- Aickin, C. C., Brading, A. F., & Burdyga, T. V. (1984). Evidence for sodium-calcium exchange in the guinea-pig ureter.. The Journal of Physiology, 347(1), 411—430. doi:10.1113/jphysiol.1984.sp015073
- Burdyga, T., Wray, S. Action potential refractory period in ureter smooth muscle is set by Ca sparks and BK channels. Nature 436, 559—562 (2005).
- Borisova, L., Shmygol, A., Wray, S., & Burdyga, T. (2007). Evidence that a Ca2+ sparks/STOCs coupling mechanism is responsible for the inhibitory effect of caffeine on electro-mechanical coupling in guinea pig ureteric smooth muscle. Cell Calcium, 42(3), 303—311. doi:10.1016/j.ceca.2006.12.005
- Burdyga, T. (2011). Ca signaling in smooth muscle. In J. Hill (Ed.), Muscle: Fundamental Biology and Mechanisms of Disease (pp. 20). New York: Springer.
- Borysova, L., & Burdyga, T. (2015). Evidence that NO/cGMP/PKG signalling cascade mediates endothelium dependent inhibition of IP3R mediated Ca2+ oscillations in myocytes and pericytes of ureteric microvascular network in situ. Cell Calcium, 58(6), 535—540. doi:10.1016/j.ceca.2015.08.006